# Betriebshof Grenzstraße

Betriebshof Grenzstraße, 1912

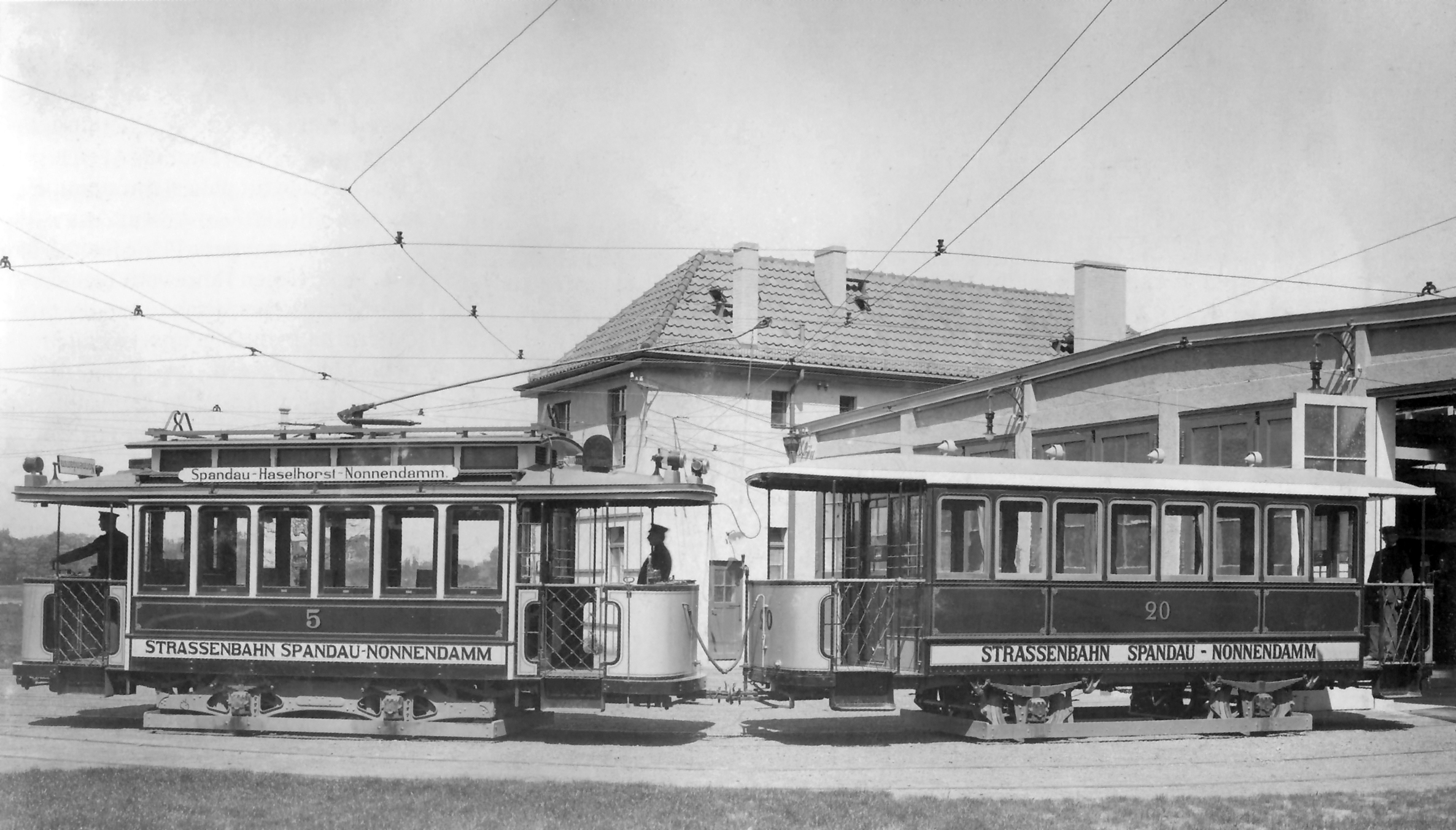
Triebwagen 5 und Beiwagen 20 der Straßenbahn Spandau – Nonnendamm vor der Wagenhalle Grenzstraße, um 1910

Der Betriebshof Grenzstraße war eine als Betriebshof und später als Wagenhalle genutzte Anlage im heutigen Berliner Ortsteil Siemensstadt. Der Hof wurde von Siemens & Halske für den Betrieb der Elektrischen Straßenbahn Spandau–Nonnendamm – „Nonnendammbahn“ genannt – errichtet und ging 1918 in das Eigentum der Stadt Spandau über. Mit dem Übergang der Spandauer Straßenbahn auf die Berliner Straßenbahn wechselte das Gelände 1920 abermals den Besitzer. Bis in die 1940er Jahre diente die Halle zum Abstellen von E-Wagen. Nach einem alliierten Luftangriff im Zweiten Weltkrieg brannte die Halle 1944 aus.

## Lage und Aufbau
Der Hof befand sich in der 1961 aufgelassenen Grenzstraße im Ortsteil Siemensstadt des Bezirks Spandau. Die Straße war als Verbindung zwischen der Nonnendammallee und der Straße Am Schaltwerk angelegt. Beidseitig von der Nonnendammallee kommend verlief eine zweigleisige Strecke auf der Straße bis zur Halle, die ihrerseits über sechs Gleise verfügte. Am Hallenbau angeschlossen befand sich ein zweigeschossiges Verwaltungs- und Wohngebäude. Westlich des Baus befand sich eine 1929 in Betrieb genommene Wendeschleife.

## Geschichte
Zur Erschließung der ab 1897 am Nonnendamm angelegten Siemenswerke – seit 1914 als Siemensstadt bezeichnet – nahm Siemens & Halske im September 1908 eine Straßenbahnlinie in Betrieb. Die Unterstellung der Wagen erfolgte anfangs in der Bahnhalle am Rohrdamm, von März bis Mai 1909 folgte der Bau der Halle an der Grenzstraße. Sie bot anfangs für 18 Wagen Platz und genügte der Nonnendammbahn mit ihren anfangs zwölf Wagen vollauf. 1909 erwarb die Stadt Spandau die Nonnendammbahn, deren Betrieb im darauffolgenden Jahr die Städtische Straßenbahn Spandau übernahm. Das Betriebshofgelände verblieb hingegen bei Siemens, da die Übereignung des Geländes schlichtweg übersehen wurde. Die Spandauer Straßenbahn verlegte die hier stationierten Triebwagen zum Betriebshof Pichelsdorfer Straße. Die Beiwagen blieben in der Grenzstraße. Sie wurden vor allem im Berufsverkehr auf der Linie N (Bahnhof Fürstenbrunn – Bahnhof Spandau West) sowie auf der Verstärkerlinie G (Bahnhof Fürstenbrunn – Gartenfeld) eingesetzt. 1912 fand ein erster kleinerer Ausbau statt.
Die Übertragung des Geländes an die Stadt Spandau wurde 1918 nachgeholt, zwei Jahre darauf wurde die Stadt nach Berlin eingemeindet. Unter der 1920 hervorgegangenen Berliner Straßenbahn (BSt) erhielt der Hof die Nummer 28a zugeteilt, was ihn als Filiale des Betriebshofs 28 an der Pichelsdorfer Straße auswies. Die BSt weitveranlasste 1922/1923 einen weiteren Umbau, bei dem die Halle an beiden Enden um etwa 35 m verlängert wurde. Die Wagenkapazität blieb offiziell gleich, da die Berliner Wagen größere Abmessungen hatten. Die Kosten für den Umbau teilten sich Siemens und die BSt; Siemens übernahm den Bau der Halle, die BSt trug die Kosten für den Umbau der Bahnanlagen. Nach dem Ausbau bestand die Möglichkeit, weitere Linien von Siemensstadt in Richtung Berliner Innenstadt und nicht mehr nur nach Spandau einzurichten. Die Linien fuhren morgens mit doppelt behängten Beiwagen nach Siemensstadt, wo die Züge abgestellt wurden. Die Fahrpersonale nahmen daraufhin andere Linien zurück zu ihrem Heimatbahnhof und kehrten nachmittags zur Grenzstraße zurück, um die Züge wieder zu besetzen. Die Züge endeten zunächst vor dem Siemens-Schaltwerk in der Nonnendammallee, 1929 ging neben der Halle eine Wendeschleife in Betrieb.
Die 1929 gegründete BVG nutzte die Halle bis 1944 zur Abstellung von Zügen, bevor diese nach einem Bombenangriff ausbrannte. Bis zum Rückbau 1953 sollen vereinzelt nicht mehr benötigte Wagen abgestellt gewesen sein. Die Wendeschleife diente bis zum 1. Dezember 1954 noch als Endstelle der Linie 35 (zuletzt Siemensstadt, Grenzstraße – Reinickendorf, Teichstraße) und musste daraufhin für den Ausbau der Nonnendammallee stillgelegt werden. 1961 erwarb Siemens das Gelände vom Land Berlin zurück, um das Schaltwerk erweitern zu können. Im gleichen Jahr noch wurden die Fundamente und Revisionsgruben beseitigt. Auf dem Gelände entstand im Anschluss das Versandgebäude des Schaltwerks.